# فرودگاه لوبانگ
فرودگاه لوبانگ (به انگلیسی: Lubang Airport) (به زبان بومی: Paliparan ng Lubang) یک فرودگاه همگانی با کد یاتا LBX است . این فرودگاه در کشور فیلیپین قرار دارد و در ارتفاع ۱۳ متری از سطح دریا واقع شده است.